# Bely (volcan)
Pour les articles homonymes, voir Bely.
Le Bely, en russe : Белый (littéralement « blanc »), est un volcan bouclier basaltique surmonté par un stratovolcan situé sur la péninsule du Kamtchatka, à l'est de la Russie.